# Alfred Broge
Karl Harald Alfred Broge (6. maj 1870 i København – 8. marts 1955) var en dansk kunstmaler, som især er kendt for en række bybilleder fra København.
Han blev uddannet på Det tekniske Selskabs Skole under Holger Grønvold og studerede på Kunstakademiet 1889 - 1891, hvor han en kort tid var elev af Rudolf Bissen.

## Ekstern henvisning
- Alfred Broge på Kunstindeks Danmark/Weilbachs Kunstnerleksikon